# レオン・トーマス3世
レオン・トーマス3世（英語: Leon G. Thomas III、1993年8月1日 - ）は、アメリカ合衆国の俳優、声優、シンガーソングライター、音楽プロデューサーである。シットコム『ビクトリアス』のアンドレ・ハリス役で知られる。

## 人物
ニューヨーク市ブルックリン区出身。
10歳のころにブロードウェイミュージカル『ライオン・キング』のシンバ（幼少期）役でデビューする。
2006年にTVデビュー、翌2007年には歌手デビューする。2008年にシットコム『iCarly』にゲスト出演し、2010年には『ビクトリアス』のアンドレ・ハリス役に抜擢された。翌年放送の『iCarly』のクロスオーバーエピソードでアンドレ役で再出演した。
自身が書いた音楽をミックステープとして「Datpiff」などを通して配布している。2012年に『Metro Hearts』、2014年に『V1bes』をミックステープとして公開した。なお、収録曲の一つ「Take Care」（ドレイクとリアーナのカバー）はアリアナ・グランデとのデュエットである。この他、音楽プロデューサーとしてグランデのアルバム『ユアーズ・トゥルーリー』および『クリスマス・キス』の制作に参加している。

## 主な出演作品
- Just for Kids （2006年）
- The LionKing　シンバ役
- Sing×3♪ぼくら、バックヤーディガンズ! The Backyardigans （2006年）声の出演
- 奇跡のシンフォニー August Rush （2007年） アーサー役
- アイ・カーリー iCarly （2008年、2011年） ハーパー役（第19話）、アンドレ・ハリス役（第91～93話、「Victorious」のキャラクター）
- ネイキッド・ブラザーズ・バンド The Naked Broters Band （2008年）
- Rising Stars （2010年）
- ビクトリアス Victorious （2010 - 2013年） アンドレ・ハリス役
- True Jackson, VP （2011年）
- Figure It Out （2012年）
- Bad Asses （2014年）
- Satisfaction （2014年）
- デトロイト Detroit (2017年)ダリル役

## 主な音楽作品
ミックステープ
- Metro Hearts （2012年）
- V1bes （2014年）